# Stef Burns
Stef Burns (Stephan Birnbaum, 26 de junio de 1959 en Oakland, California) es un guitarrista estadounidense, popular por su trabajo con las bandas Huey Lewis & The News, Y&T, Vasco Rossi y Alice Cooper. Además de su colaboración con estas bandas, ha grabado algunos álbumes como solista.

## Discografía

### Solista
- 1998 - Swamp Tea
- 2005 - Stef Burns & Peppino D'Agostino - Bayshore Road
- 2008 - World, Universe, Infinity
- 2010 - Stef Burns Group In Concert - World, Universe, Infinity... LIVE!!!
- 2014 - Roots & Wings

### Y&T
- 1990 - Ten
- 1991 - Yesterday & Today Live
- 1997 - Musically Incorrect
- 1998 - Endangered Species

### Alice Cooper
- 1991 - Hey Stoopid
- 1994 - The Last Temptation
- 1995 - Classicks

### Vasco Rossi
- 1996 - Nessun pericolo... per te
- 1998 - Canzoni per me
- 1999 - Rewind
- 2001 - Stupido hotel
- 2004 - Buoni o cattivi
- 2007 - Vasco Extended Play
- 2008 - Il mondo che vorrei
- 2009 - Tracks 2 - Inediti & rarità
- 2010 - Vasco London Instant Live 04.05.2010
- 2011 - Vivere o niente

### Huey Lewis & The News
- 2005 - Live at 25
- 2010 - Soulsville
- 2012 - Sports 30th Anniversary Edition
- 2020 - Weather